# Edward Turner
Edward Turner (Camberwell, 24 gennaio 1901 – Dorking, 15 agosto 1973) è stato un designer britannico, noto nel campo delle moto.

## Biografia
Dedicatosi alla progettazione di motori motociclistici monocilindrici, già nel 1925 la rivista The Motorcycle pubblicò i suoi primi disegni e nel 1927 costruì il suo primo modello di motocicletta artigianale; il progetto richiamò l'attenzione di Val Page, capo progettista della Ariel Motorcycles che lo assunse l'anno successivo.
Per la casa motociclistica britannica progettò la Ariel Square Four, dotata di motore a quattro cilindri in quadrato destinata a restare in produzione per oltre 25 anni.
Nel 1936 venne nominato direttore generale e responsabile design della Triumph, dove negli anni successivi realizzò molti modelli che hanno fatto la storia del marchio inglese, come la Speed Twin,  la Tiger T100, la Thunderbird e la Bonneville T120.

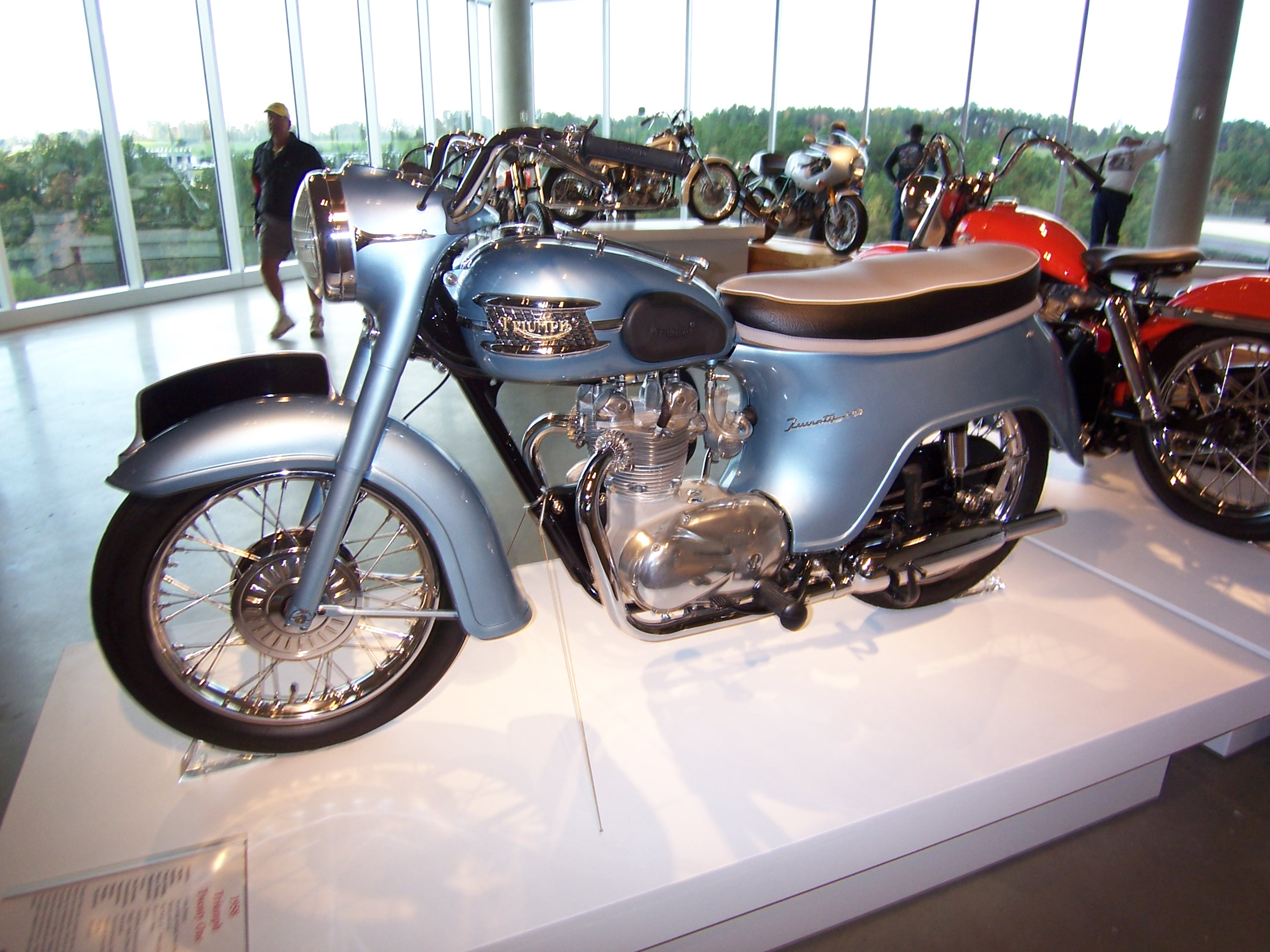
Una Triumph Twenty One del 1958

Nel 1939 rimase vedovo e nel 1942 passò temporaneamente alla BSA dove rimase un solo anno prima di tornare alla Triumph
Nel primo dopoguerra fu tra gli artefici dell'espansione del mercato della Triumph negli Stati Uniti d'America mentre quando nel 1951 la Triumph viene acquisita dalla BSA, Turner ne ebbe un buon ritorno economico. Alcuni anni dopo, nel 1956, venne messo a capo dell'intero settore automobilistico/motociclistico del gruppo e ampliò le sue attività anche al settore delle 4 ruote, progettando ad esempio la Daimler SP250. Per cercare nuovi sviluppi di mercato nel settore motociclistico progettò anche degli scooter come il Triumph Twenty One e il Triumph Tina che ebbero però scarso successo di vendite.
Ritiratosi da direttore esecutivo nel 1962, restò nella direzione del gruppo sino al 1967 quando si ritirò dalle attività all'età di 66 anni; il suo ultimo progetto vide però la luce 3 anni dopo, nel 1970 con la presentazione della Triumph Bandit. Morì nella sua abitazione di Dorking il 15 agosto 1973.
Nel 2009 è stata apposta una targa commemorativa nel suo quartiere di nascita di Southwark.